# Porta do Chafariz de Dentro
A Porta do Chafariz de Dentro foi uma antiga porta da cidade de Lisboa, inserida na cerca fernandina da cidade.
Fazia frente aos chafarizes de Dentro e da Praia, ficando em meio de ambos, e fronteira a este último, pela parte do mar, estando a pouca distantância do Chafariz dos Paus. Foi mandado demolir pouco depois do terramoto de 1755.